# Saul Osias
Saul Osias (* 5. Mai 1900 in Bukarest, Königreich Rumänien; † 1984 ebenda) war ein rumänischer Anarchist und kommunistischer Revolutionär.

## Leben und Herkunft
Osias wurde in einer jüdischen Familie geboren. Nach dem Abitur studierte er an der Polytechnischen Universität Bukarest. 1922 wurde er mit Max Goldstein und Leon Lichtblau als Mitattentäter des Attentats auf den rumänischen Senat am 8. Dezember 1920 angeklagt und zu zehn Jahren Haft im Gefängnis Doftana verurteilt. Ab 1951 war Osias Mitglied der Partidul Muncitoresc Român.